# Sixième circonscription de la préfecture de Miyagi
La sixième circonscription de la préfecture de Miyagi (宮城県第6区, Miyagi-ken dai-roku-ku) est une ancienne circonscription législative de la préfecture de Miyagi au Japon.

## Description géographique
Entre 1994 et 2013, la sixième circonscription de la préfecture de Miyagi regroupait la ville de Kesennuma et les districts de Tamatsukuri (ja), Kurihara (ja), Tome (ja) et Motoyoshi.
Entre 2013 et 2017, elle comprenait les villes de Kesennuma, Tome et Kurihara, une partie de la ville d'Ōsaki et le district de Motoyoshi.
Entre 2017 et 2022, elle réunissait les mêmes unités administratives à l'exception du district de Motoyoshi.

## Députés
| Législature | Début de mandat | Fin de mandat | Député élu            | Parti politique | Parti politique |
| ----------- | --------------- | ------------- | --------------------- | --------------- | --------------- |
| 41e         | 1996            | 1997          | Fukujirō Kikuchi (ja) |                 | PLD             |
| 41e         | 1997            | 2000          | Itsunori Onodera      |                 | PLD             |
| 41e         | 2000            | 2000          | Masamitsu Ōishi (ja)  |                 | PDJ             |
| 42e         | 2000            | 2003          | Masamitsu Ōishi (ja)  |                 | PDJ             |
| 43e         | 2003            | 2005          | Itsunori Onodera      |                 | PLD             |
| 44e         | 2005            | 2009          | Itsunori Onodera      |                 | PLD             |
| 45e         | 2009            | 2012          | Itsunori Onodera      |                 | PLD             |
| 46e         | 2012            | 2014          | Itsunori Onodera      |                 | PLD             |
| 47e         | 2014            | 2017          | Itsunori Onodera      |                 | PLD             |
| 48e         | 2017            | 2021          | Itsunori Onodera      |                 | PLD             |
| 49e         | 2021            | 2024          | Itsunori Onodera      |                 | PLD             |